# Eublemma guiera
Eublemma guiera là một loài bướm đêm trong họ Erebidae.